# Daphnella celebensis
Daphnella celebensis is een slakkensoort uit de familie van de Raphitomidae. De wetenschappelijke naam van de soort is voor het eerst geldig gepubliceerd in 1913 door Schepman.